# VIII Giochi panarabi
Gli VIII Giochi panarabi si sono svolti dal 12 al 27 luglio 1997 a Beirut, in Libano. All'evento hanno partecipato un totale di 3.253 atleti, rappresentanti 19 nazioni del mondo arabo, i quali si sono sfidati in 20 sport.

## Nazioni partecipanti
| - Arabia Saudita - Algeria - Bahrein - Egitto - Emirati Arabi Uniti - Gibuti - Giordania - Kuwait - Libano - Libia | - Marocco - Mauritania - Oman - Palestina - Qatar - Siria - Sudan - Tunisia - Yemen |

## Sport
| - Atletica - Calcio - Ciclismo - Ginnastica artistica - Golf - Judo - Karate - Lotta - Nuoto - Pallacanestro | - Pallavolo - Pugilato - Scherma - Sollevamento pesi - Sport equestri - Taekwondo - Tennis - Tennistavolo - Tiro con l'arco - Vela |

## Medagliere
| Pos. | Nazione             |    |    |    | Totale |
| ---- | ------------------- | -- | -- | -- | ------ |
| 1    | Egitto              | 92 | 60 | 38 | 190    |
| 2    | Algeria             | 43 | 43 | 43 | 129    |
| 3    | Marocco             | 19 | 15 | 17 | 51     |
| 4    | Siria               | 18 | 29 | 35 | 82     |
| 5    | Giordania           | 10 | 8  | 22 | 40     |
| 6    | Libano              | 9  | 15 | 52 | 76     |
| 7    | Tunisia             | 9  | 11 | 29 | 49     |
| 8    | Qatar               | 9  | 6  | 11 | 17     |
| 9    | Arabia Saudita      | 6  | 10 | 22 | 38     |
| 10   | Kuwait              | 1  | 13 | 22 | 36     |
| 11   | Oman                | 1  | 1  | 1  | 3      |
| 12   | Sudan               | 0  | 1  | 2  | 3      |
| 13   | Emirati Arabi Uniti | 0  | 1  | 1  | 2      |
| 13   | Libia               | 0  | 1  | 1  | 2      |
| 15   | Palestina           | 0  | 0  | 5  | 5      |
| 16   | Yemen               | 0  | 0  | 2  | 2      |
| 17   | Bahrein             | 0  | 0  | 1  | 1      |